# 小行星8116
小行星8116（英語：8116 Jeanperrin）是一颗围绕太阳公转的小行星。1996年4月17日，艾瑞克·怀特·埃尔斯特在拉西拉天文台发现了此天体。
这颗小行星的绝对星等为320.4425821953815等。